# (11341) Babbage
(11341) Babbage est un astéroïde de la ceinture principale.

## Description
(11341) Babbage est un astéroïde de la ceinture principale. Il fut découvert par Paul G. Comba le 3 décembre 1996 à Prescott. Il présente une orbite caractérisée par un demi-grand axe de 2,38 UA, une excentricité de 0,056 et une inclinaison de 7,35° par rapport à l'écliptique.
Il fut nommé en hommage au mathématicien britannique Charles Babbage (1791-1871).

## Compléments